# Дискуссия о правовом положении Великого княжества Финляндского
Дискуссия о правовом положении Великого княжества Финляндского — полемика в научных и политических кругах Российской империи о юридическом статусе Финляндии, продолжавшаяся с первой половины XIX века по 1917 год.

## Начало дискуссии
В первой половине XIX века наиболее полно рассмотрел вопрос о правовом положении Великого княжества Финляндского Исраэль Вассер — профессор кафедры медицины в городе Або (Турку). Будучи поклонником договорной теории происхождения государства, в 1838 году он издал в Стокгольме брошюру «О союзном трактате Швеции с Россией». Там он впервые назвал Финляндию особым государством с представительной формой правления. Он указывал, что на Боргоском сейме финны освободились от власти Швеции, заключив с российским императором сепаратный договор, согласно которому Финляндия становилась конституционно управляемым государством, ограничив при этом свою внешнюю самостоятельность.
Мнение Вассера было подвергнуто критике приват-доцентом того же университета А. И. Арвидсоном. В ответной брошюре он отрицал какую-либо самостоятельность Финляндии. Таким образом, между Арвидсоном и Вассером разгорелась полемика. Однако эта полемика оказалась фикцией — Арвидсон сам признавал, что она представляла «лишь хитрый боевой прием, имевший целью заронить и укрепить в сознании финских слоев мысль о самостоятельном финляндском государстве». Современники восприняли идеи Вассера как чистую фантазию.

## 1860-е годы
В российской же интеллектуальной среде до середины XIX века вопрос о правовом положении княжества вообще не стоял. Интерес к его юридическому статусу проявился в 1860-е гг., особенно же после польского восстания 1863 года. Это было время, когда российское самодержавие взяло курс на ликвидацию национальных особенностей в управлении отдельными регионами империи. Но Великое княжество Финляндское составляло исключение: в 1860 году на территории княжества вводится собственное денежное обращение, а в 1863 году состоялось второе открытие Сейма.
Российское общественное мнение разделилось на сторонников и противников особого положения Финляндии. Например, издатель «Московских ведомостей» М. Н. Катков 10 сентября 1863 года выпустил статью, в которой писал, что отношение Финляндии к России «вносят во внутреннюю государственную жизнь такое начало, которое может расстроить самое цельное государственное тело». Либеральная печать («Голос», «Вестник Европы»), наоборот, отстаивала особое положение Финляндии. Однако точка зрения либералов не всегда была благосклонной, так, например, преобразование монетной системы критиковалось в «Голосе».
Среди причин повышенного интереса к правовому положению Великого княжества Финляндского было и развитие правовой науки вообще. Немецкий государствовед Еллинек считал, что Финляндия обладает автономией внутри России. Другой немецкий государствовед — Зейдлер и французский юрист Дельпеш доказывали, что Финляндия не автономия, а государство, обращаясь к актам Александра I и толкуя их не как пожалование монарха, а как договор между двумя равными сторонами.
В самом княжестве также начинает активно разрабатываться теория правового положения Финляндии. В целом, до 80-х гг. XIX века финские правоведы не отрицали особого положения княжества, его широких прав во внутреннем самоуправлении.
В конце 1860-х гг. во внутренней политике страны, в отношении к национальному вопросу усилилось либеральное направление. Консервативная пресса несколько сдала свои позиции — Каткова заставили убрать со страниц газеты обсуждение национального вопроса. В 1870-х гг. и первой половине 1880-х гг. российское общественное мнение отвлеклось от финляндского вопроса.
Со второй половины 1880-х до 1917 года вопрос о правовом статусе княжества стал важен не только для финского, но и для российского общественного мнения. Именно в этот период российское самодержавие стремилось русифицировать национальные окраины и унифицировать систему управления ими. Дискуссия вышла за пределы научной полемики и приобрела политический характер.

## После 1886 года
В 1886 году была издана работа профессора права Лео Мехелина — «Краткий очерк государственного права Великого княжества Финляндского». Автор специально уделил внимание такому ключевому признаку государства как суверенитет. Под суверенитетом Мехелин понимал: право 1) организовывать без иностранного вмешательства свою внутреннюю жизнь, 2) учредить форму правления, 3) иметь свои собственные законы. По мнению автора, у Финляндии имелись все три признака, поэтому она являлась государством, но государством особым. Мехелин считал, что суверенитет бывает «внутренний» и «внешний» — Финляндия, по его мнению, обладала только внутренним.
Значение работы Мехелина состояло в том, что это была первая публикация конституционных прав Финляндии в том виде, в каком их понимала финская элита. Также эта работа стимулировала полемику в российском и финляндском обществе вокруг так называемого «финляндского вопроса».
Финляндские государствоведы Л. Мехелин, Р. Германсон определяли правовой статус княжества как особое конституционное государство, находящееся в реальной унии с Россией в лице императора и великого князя финляндского.

## Мнение российских правоведов
Среди российских правоведов четко прослеживается деление на сторонников и противников идеи «особого государства». Мнение первых сводилось к следующим аргументам: 1) в Финляндии существовал свой законодательный орган и своё законодательство; 2) Финляндия не входила в число административных районов империи; 3) Финляндия имела свою денежную систему, налоги, свой бюджет, судебные учреждения, свою таможенную систему. Эту точку зрения поддерживали правоведы Б. Н. Чичерин, А. Д. Градовский, В. И. Сергеевич.
Сторонник теории «особого государства» А. Романович-Словатинский писал, что Финляндия «не инкорпорирована, но находится в унии с Империей, в унии реальной, но не личной; так как они связаны неразрывно; личная же уния бывает временная». Б. Н. Чичерин писал, что Финляндия «особое государство, неразрывно связанное с Россией, но не входящее в её состав. Она, как и Польша до 1863 г., не инкорпорирована в Россию, а только соединена с нею под одним скипетром».
Представители второго направления придерживались принципа «Единой и неделимой России» и считали, что Финляндия есть не что иное, как инкорпорированная провинция. Этого направления придерживались такие правоведы, как Н. М. Коркунов, Н. С. Таганцев, Ф. Ф. Мартенс, А. С. Алексеев и др. Эта точка зрения основывалась на следующих аргументах: 1) до завоевания Финляндия не была самостоятельным государством или автономией в составе Швеции; 2) обещания Александра I сохранить местные законы и учреждения носили односторонний характер волеизъявления монарха, а не соглашения двух государств об установлении унии; 3) у Финляндии не было собственной конституции; 4) существовал опыт Канады и Исландии, которые не считали себя государствами.
Коркунов писал: «нельзя указать ни одного акта русского правительства, которым бы присоединенная провинция превращалась в государство», «Договорного соглашения между Россией и Финляндией не было и не могло быть потому, что Финляндия не была государством и даже не провозглашала своей самостоятельности, а непосредственно перешла из шведского владычества в русское». Таганцев утверждал, что «подтверждение прежних законов русскими государями не имеет абсолютного значения, это не исключает возможности их отмены». А. С. Алексеев отмечал, что Финляндия никогда не была самостоятельным государством, а потому не могла вступать в договорные отношения с Россией. А связь между Россией и Финляндией, по мнению Алексеева, основывается не на договоре России с последней, а на договоре России и Швеции. Поэтому Финляндия есть «инкорпорированная провинция». Ф. Ф. Мартенс так же отмечал, что Финляндия отошла к России на основе Фридрихсгамского мирного договора, заключенного между Россией и Швецией.
Точку зрения сторонников инкорпорированной провинции поддерживали имперские власти. Представителей этой теории приглашали во всевозможные комиссии, занимавшиеся проблемами унификации законов великого княжества и империи.